# Alcea turkeviczii
Alcea turkeviczii là một loài thực vật có hoa trong họ Cẩm quỳ. Loài này được Iljin mô tả khoa học đầu tiên năm 1949.